# Новоподольское (Днепропетровская область)
Новоподольское (укр. Новоподільське) — село,
Нововасилевский сельский совет,
Софиевский район,
Днепропетровская область,
Украина.
Код КОАТУУ — 1225285206. Население по переписи 2001 года составляло 167 человек .

## Географическое положение
Село Новоподольское находится на левом берегу реки Жёлтенькая,
выше по течению на расстоянии в 4,5 км расположено село Нововитебское,
ниже по течению на расстоянии в 3,5 км расположено село Авдотьевка.
Река в этом месте пересыхает, на ней сделана большая запруда.

## Происхождение названия
На территории Украины 2 населённых пункта с названием Новоподольское.

## История
Основано в качестве еврейской земледельческой колонии. По состоянию на 1886 год в колонии проживало 432 человека, насчитывалось 55 дворов. Еврейское население было уничтожено во время немецкой оккупации.